# Weinbau in Kroatien

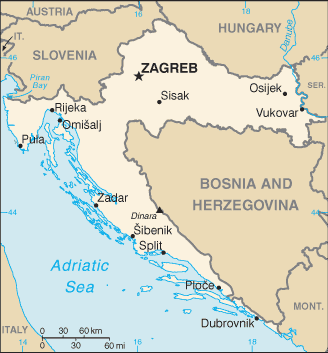
Kroatien

Im Süden von Kroatien wird, vor allem zu den Mahlzeiten, besonders gern bevanda (schwerer, aromatischer Rotwein, mit Leitungswasser verdünnt), in den nordwestlichen Regionen dagegen gemišt (vom deutschen Ausdruck: „gemischt“) oder špricer (von „Spritzer“ oder „Gespritzter“) (säuerliche Weißweine, mit Mineralwasser verdünnt) getrunken.

## Geschichte
Die jüngsten Untersuchungen zeigen, dass die Illyrer in diesem Gebiet die Weinrebe bereits zur Bronze-, bzw. zu Eisenzeit kannten. Doch die richtige Entwicklung des Weinbaus ist mit der Gründung der ersten griechischen Siedlungen auf den Inseln verbunden. Eine Schrift aus dieser Zeit (Das Festmahl der Gelehrten) zeugt von der Herstellung des Weines in der griechischen Kolonie Issa (heute Insel Vis). Durch die Ankunft der Römer wurde der Weinbau erheblich gefördert.
Die Kroaten entwickelten nach ihrer Ansiedlung in Dalmatien den Weinbau neben dem Olivenanbau und der Fischerei zum wichtigen Wirtschaftszweig. 
Die spätmittelalterlichen Freistädte haben den Weinbau durch Rechtsnormen und Statuten geregelt und geschützt.
Erschwert wurde der Weinbau durch die so genannte Weinklausel bzw. dem privilegierten Import italienischer Weine Ende des 19. Jahrhunderts zu Zeiten Österreich-Ungarns.
Seit den 1990er Jahren werden die neuen Fundamente für die weitere Entwicklung des Weinbaus geschaffen. Es handelt sich hierbei vor allem um Familienkellereien.

## Weinregionen Kroatiens

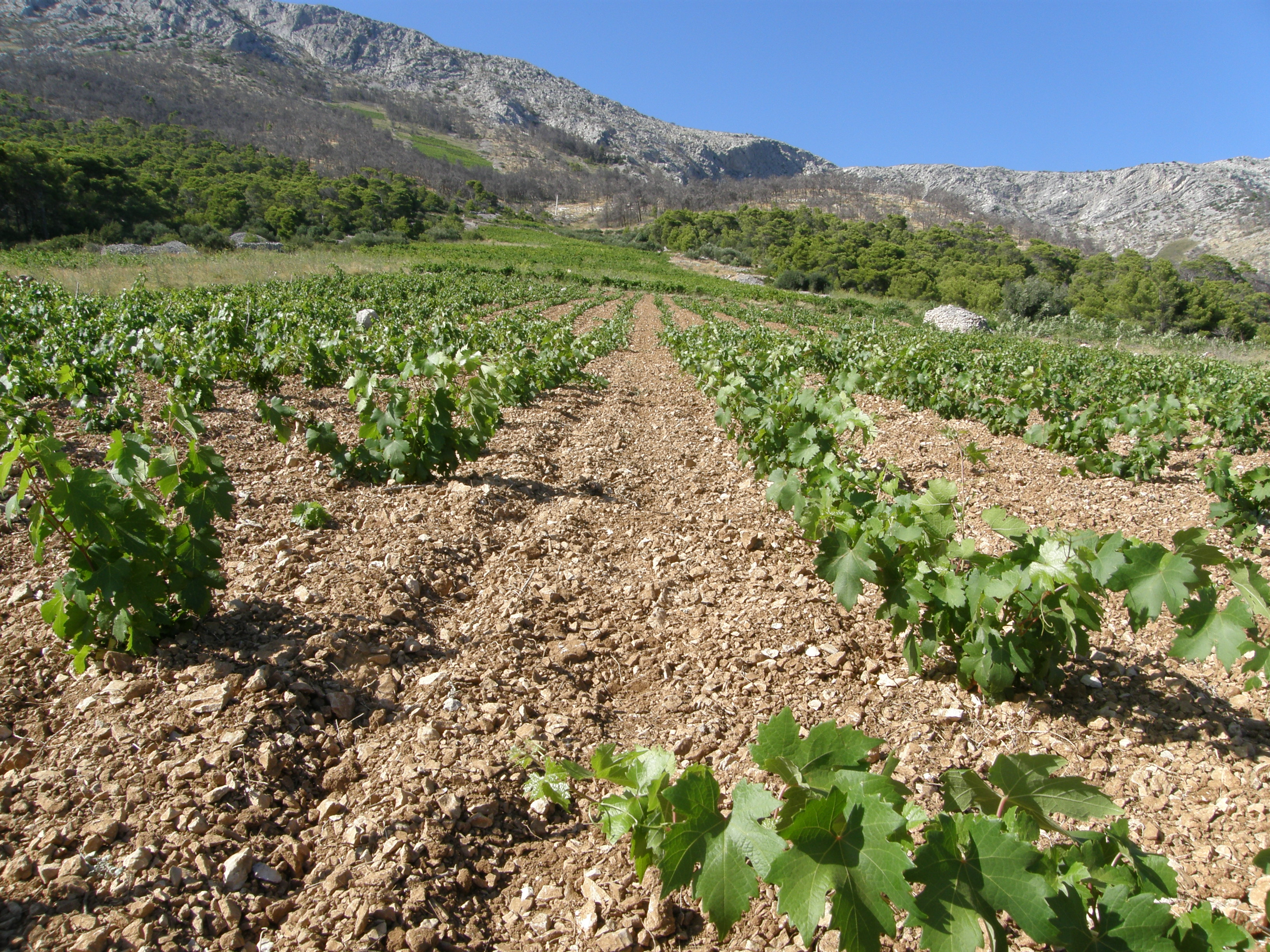
Weinberg auf Hvar

Kroatien verfügt über eine Rebfläche von 60.000 Hektar und ist in zwei Hauptregionen unterteilt: in das nördliche, kontinentale und in das mediterrane Kroatien (auch kroatisches Küstenland genannt). Weiter wird in zwölf Unterregionen unterteilt, die wiederum in Anbaugebiete unterteilt werden.

### Unterregion Podunavlje (Donaugebiet)
Die Unterregion gehört zur Hauptregion kontinentales Kroatien.
1. Srijemsko vinogorje (Weinregion Srijem)
2. Erdutsko vinogorje (Weinregion Erdut)
3. Baranjsko vinogorje (Weinregion Baranja)

### Unterregion Slavonija (Slawonien)
Die Unterregion gehört zur Hauptregion kontinentales Kroatien. In Kutjevo und Ilok wird bereits seit dem 13. Jahrhundert Wein angebaut. Besonders geschätzt sind Weißweine der Rebsorten Welschriesling (Graševina), Grauburgunder (Pinot Sivi), Traminer (Traminac) und Chardonnay.
1. Đakovačko vinogorje (Weinregion Đakovo)
2. Slavonskobrodsko vinogorje (Weinregion Slavonski Brod)
3. Novogradiško vinogorje (Weinregion Nova Gradiška)
4. Požeško-pleterničko vinogorje (Weinregion Požega)
5. Kutjevačko vinogorje (Weinregion Kutjevo)
6. Daruvarsko vinogorje (Weinregion Daruvar)
7. Pakračko vinogorje (Weinregion Pakrac)
8. Feričanačko vinogorje (Weinregion Feričanci)
9. Orahovičko-slatinsko vinogorje (Weinregion Orahovica-Slatina)
10. Virovitičko vinogorje (Weinregion Virovitica)

### Unterregion Moslavina
Die Unterregion gehört zur Hauptregion kontinentales Kroatien.
1. Volodersko-Ivanićgradsko vinogorje (Weinregion Voloder-Ivanić-Grad)
2. Čazmansko-Garešničko vinogorje (Weinregion Čazma-Garešnica)

### Unterregion Prigorje - Bilogora
Die Unterregion gehört zur Hauptregion kontinentales Kroatien.
1. Dugoselsko-Vrbovečko vinogorje (Weinregion Dugo Selo)
2. Kalničko vinogorje (Weinregion Kalnik)
3. Koprivničko-Đurđevačko vinogorje (Weinregion Koprivnica-Đurđevac)
4. Bjelovarsko-Grubišnopoljsko vinogorje (Weinregion Bjelovar-Grubišno Polje)
5. Zelinsko vinogorje (Weinregion Sv. Ivan Zelina)
6. Zagrebačko vinogorje (Weinregion Zagreb)

### Unterregion Pokuplje
Die Unterregion gehört zur Hauptregion kontinentales Kroatien.
1. Karlovačko vinogorje (Weinregion Karlovac)
2. Petrinjsko vinogorje (Weinregion Petrinja)
3. Vukomeričko vinogorje (Weinregion Vukomeričke gorice)

### Unterregion Plešivica

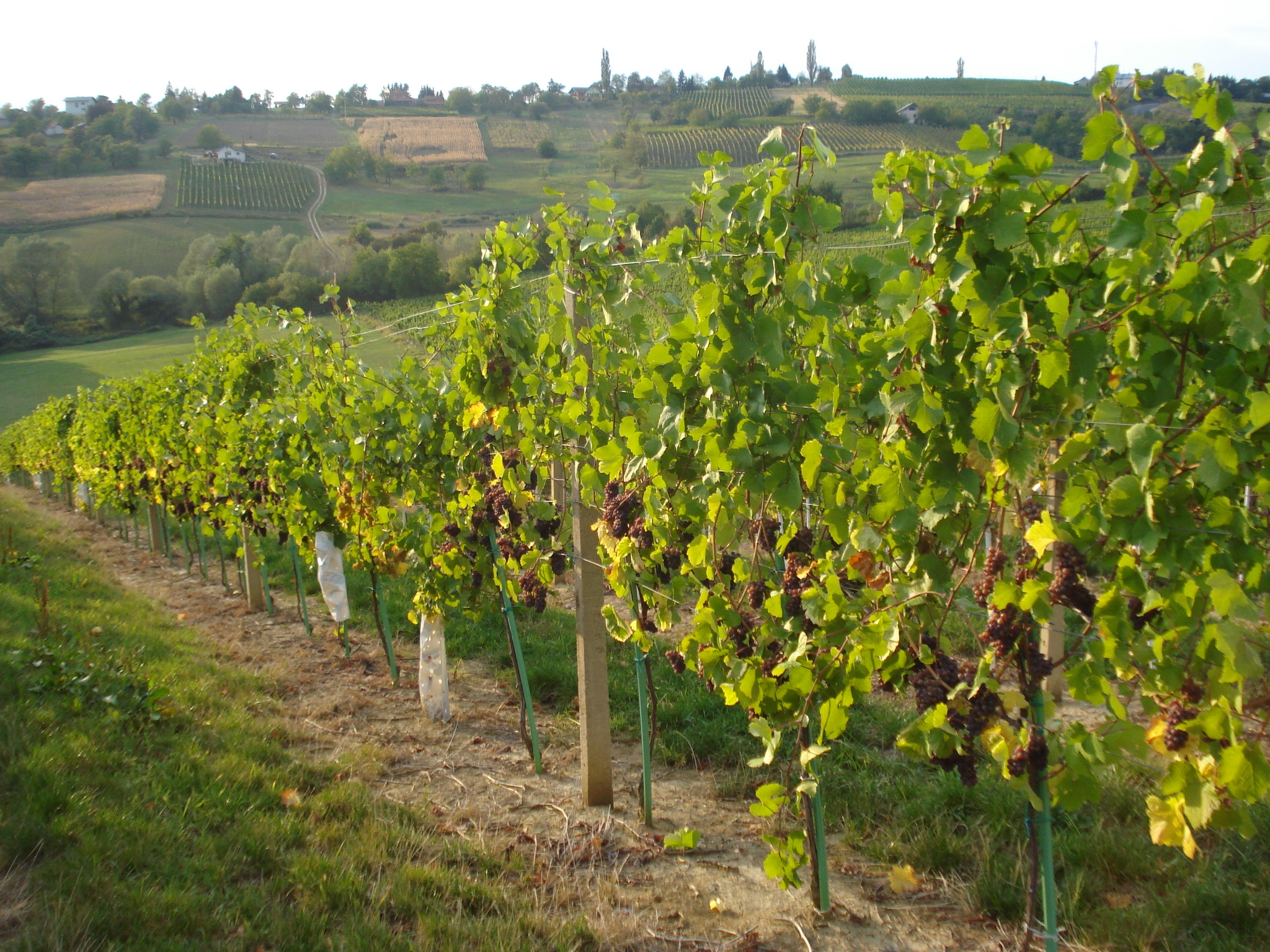
Weinberge in Međimurje (Nordkroatien)

Die Unterregion gehört zur Hauptregion kontinentales Kroatien.
1. Samoborsko vinogorje (Weinregion Samobor)
2. Plešivičko-Okićko vinogorje (Weinregion Plešivica)
3. Svetojansko-Slavetnićko vinogorje (Weinregion Sveta Jana-Slavetić)
4. Krašićko vinogorje (Weinregion Krašić)
5. Ozaljsko-Vivodinsko vinogorje (Weinregion Ozalj-Vivodina)

### Unterregion Zagorje-Međimurje
Die Unterregion Zagorje-Međimurje gehört zur Hauptregion kontinentales Kroatien. Hier wird vor allem der Riesling und die Graševina angebaut
1. Međimursko vinogorje (Weinregion Međimurje)
2. Varaždinsko vinogorje (Weinregion Varaždin)
3. Ludbreško vinogorje (Weinregion Ludbreg)
4. Krapinsko vinogorje (Weinregion Krapina)
5. Zlatarsko vinogorje (Weinregion Zlatar)
6. Zabočko vinogorje (Weinregion Zabok)

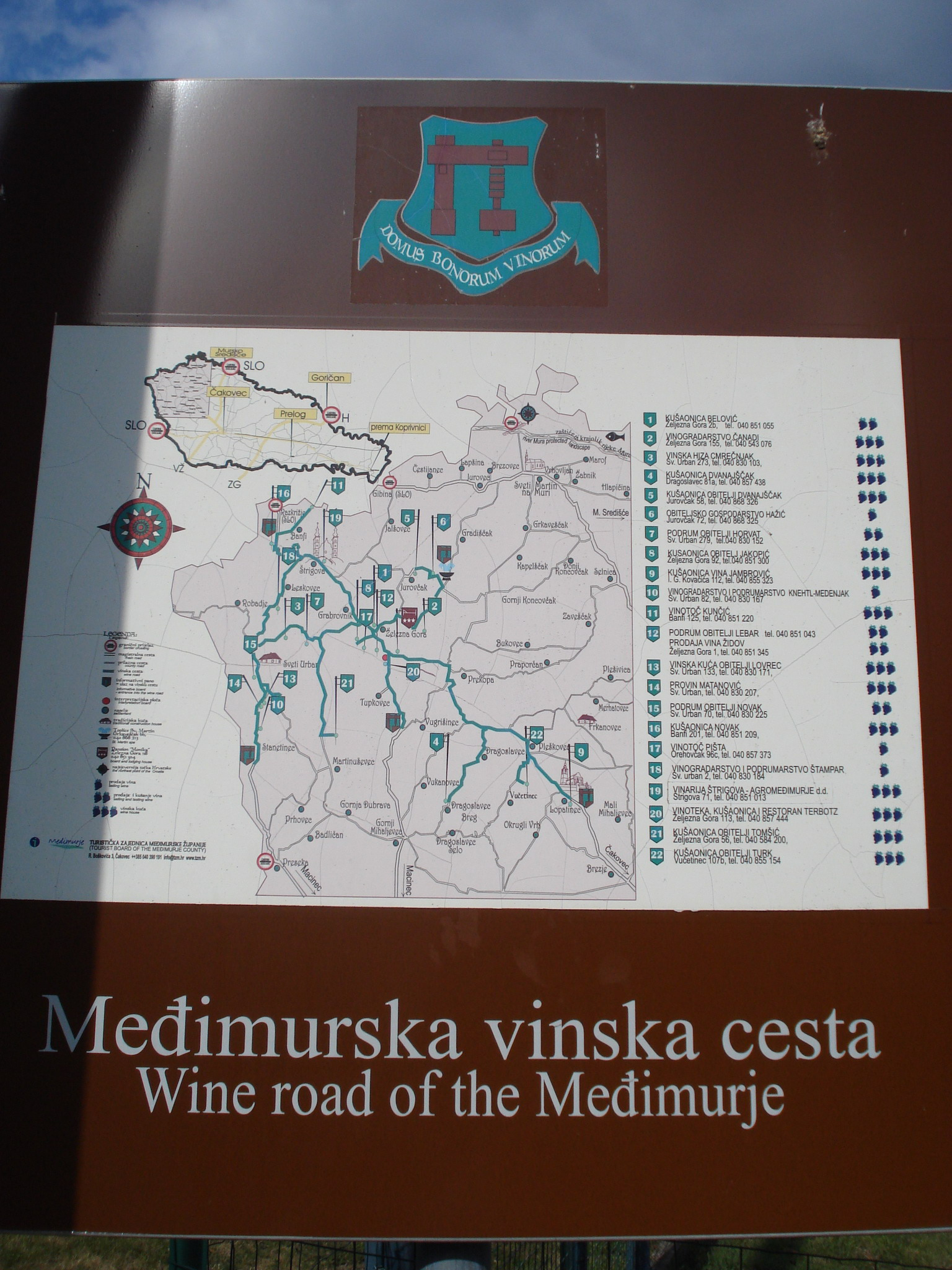
Međimurje-Weinstrasse in Nordkroatien

### Unterregion Istra (Istrien)
Die Unterregion gehört zur Hauptregion mediterranes Kroatien. In Istrien gedeiht die Malvazija Istarska und der Merlot am besten.
1. Zapadno (westliches) istarsko vinogorje (Weinregion West-Istrien)
2. Centralno istarsko vinogorje (Weinregion Zentral-Istrien)
3. Istočno istarsko vinogorje (Weinregion Ost-Istrien)

### Unterregion Hrvatsko Primorje (Küstengebiet)
Die Unterregion gehört zur Hauptregion mediterranes Kroatien.
1. Opatijsko-Riječko-Vinodolsko vinogorje (Weinregion Opatija-Rijeka-Vinodol)
2. Krčko vinogorje (Weinregion Krk)
3. Rapsko vinogorje (Weinregion Rab)
4. Cresko-Lošinjsko vinogorje (Weinregion Cres-Lošinj)
5. Paško vinogorje (Weinregion Pag)

### Unterregion Norddalmatien (Sjeverna Dalmacija)
Die Unterregion gehört zur Hauptregion mediterranes Kroatien.
1. Zadarsko-Biogradsko vinogorje (Weinregion Zadar-Biograd)
2. Benkovačko-Stankovačko vinogorje (Weinregion Benkovac-Stankovci)
3. Pirovačko-Skradinsko vinogorje (Weinregion Pirovac-Skradin)
4. Kninsko vinogorje (Weinregion Knin)
5. Prominsko vinogorje (Weinregion Promina)
6. Šibensko vinogorje (Weinregion Šibenik)
7. Primoštensko vinogorje (Weinregion Primošten)

### Unterregion Dalmatinisches Hinterland (Zagora)
Die Unterregion Zagora gehört zur Hauptregion mediterranes Kroatien.
1. Sinjsko-Vrličko vinogorje (Weinregion Sinj-Vrlika)
2. Imotsko vinogorje (Weinregion Imotski)
3. Vrgorsko vinogorje (Weinregion Vrgorac)
4. Drniško vinogorje (Weinregion Drniš\Petrovo Polje)

### Unterregion Mittel- und Süddalmatien (Srednja / Južna Dalmacija)
Die Unterregion gehört zur Hauptregion mediterranes Kroatien.
1. Kaštelansko-Trogirsko vinogorje (Weinregion Kaštela-Trogir)
2. Splitsko-Omiško-Makarsko vinogorje (Weinregion Split-Omiš-Makarska)
3. Neretvansko vinogorje (Weinregion Neretva)
4. Konavosko vinogorje (Weinregion Konavle)
5. Mljetsko vinogorje (Weinregion Mljet)
6. Pelješko vinogorje (Weinregion Pelješac). Aus der Rebsorte Mali Plavac wird unweit des Ortes Potomje an der Südküste der Halbinsel ein bekannter kroatischer Rotwein produziert, der auch den internationalen Vergleich nicht zu scheuen braucht, der Dingač. Die Weinanbaufläche auf Pelješac wird wegen der ausgezeichneten klimatischen Bedingungen seit einigen Jahren kontinuierlich vergrößert. Eine Vielzahl der hier produzierten hervorragenden Rotweine heißt schlicht Plavac oder Pelješac. Durchaus akzeptabel unter den weißen ist der Rukatac (auch bekannt unter einem anderen Namen Maraština), wie er in Oskorušno hergestellt wird.
7. Korčulansko vinogorje (Weinregion Korčula)
8. Lastovsko vinogorje (Weinregion Lastovo)
9. Viško vinogorje, Insel Vis (Weinregion Vis). Zahlreiche archäologische Funde beweisen, dass Weinreben hier kontinuierlich seit mehr als 2000 Jahren angebaut werden. Hier sind vorwiegend weiße Sorten vertreten: Trbljan, Vugava, Maraština, Kurtelaška. Viele halten Vugava für die älteste Sorte der Insel. Angeblich stammt sie noch aus der Zeit der griechischen Kolonisation. Sie hat eine spezifische goldgelbe Farbe, ein besonderes Aroma und ist bekannt für ihren üppigen und gehaltvollen Honiggeschmack. Deshalb behauptet man von dieser Sorte oft, sie werde eher gegessen als getrunken. Die Vugava kann man besonders gut erleben, wenn im Herbst auf Vis die Ernte beginnt, wenn die Weinkeller geöffnet und die Fässer hinausgetragen werden. Dann duften die Orte ganz besonders. Vugava ist eine früh reifende Sorte, so dass mit ihr meist die Ernte in Dalmatien beginnt.
10. Hvarsko vinogorje, die Insel Hvar (Weinregion Hvar) ist angesichts von bis zu 2697 Sonnenstunden pro Jahr hervorragend für den Weinanbau geeignet. Die Einwohner der griechischen Siedlung Pharos haben in der Nähe der heutigen Städte Jelsa und Stari Grad bereits vor Christi Geburt die ersten Weinberge angebaut. Heute überwiegen hier ursprüngliche weiße Sorten: u. a. Cetinka, Mekuja, Bogdanuša, Maraština, die in anderen Gebieten selten vertreten sind. Der Wein der Sorte Bogdanuša hat eine grünlichgelbe Farbe und leicht bitteren Geschmack. Maraština hat eine spezifische gelbe bis goldgelbe Farbe, ein feines Aroma und einen gehaltvollen, sehr harmonischen Geschmack. Völlig anders, viel rauer und malerischer sind die Weingebiete an der Südseite der Insel. Viele Weinberge hier kann man sehr schwer erreichen, geschweige denn sie per Hand pflegen, was hier die einzige Möglichkeit ist. Charakteristisch für diese Gegend sind u. a. der rubinroter, feuriger Plavac, der erstklassige Faros und Ivan Dolac.
11. Bračko vinogorje (Weinregion Brač), die eindrucksvollsten Weinberge der Insel Brač befinden sich an ihren Südhängen oberhalb des Ortes Bol. Sie werden hier auf schräg liegenden kleinen Terrassen angebaut. Der dunkelrote Bolski Plavac ist durch seine angenehmen Bitterkeit und dem spezifischen Bouquet charakterisiert.
12. Soltansko vinogorje

## Sorten

### Küstenstreifen Dalmatiens
Am Küstenstreifen Dalmatiens fallen die Weinberge steil zum Meer hinab, so dass die Reben maximal von der Sonne beschienen werden.
Hier wird vorwiegend die Sorte Plavac mali angebaut. Es handelt sich dabei um eine autochthone dalmatinische Sorte, die in trockenen Böden wächst und sehr viel Sonnenwärme verlangt. 
Die jüngsten Genforschungen der Herkunft von Plavac mali zeigen die Verbindungen dieser Sorte mit der berühmten amerikanischen Sorte Zinfandel.

### Pakleni Otoci
Auf den Pakleni otoci (Höllischen Inseln), die vor der Küste der Stadt Hvar auf der gleichnamigen Insel liegen, gedeihen die neuen Weinreben der Sorte Pošip.

### Weitere Weinanbaugebiete
- Insel Biševo

Eine Besonderheit der kroatischen Etiketten ist, dass der Alkoholgehalt aufs Zehntelprozent genau angegeben werden muss und nicht gerundet (z. B. wird 11,3 Prozent nicht auf 11,5 Prozent aufgerundet wie in Frankreich oder Deutschland).